# 統帥權
統帥權又譯為最高指揮權、軍權，指統帥武装部隊者具有的最高、全權指揮權限。盛行於19世紀末至20世紀前半德國公法學上解釋成國家元首指揮軍隊的權力，涉及軍政、軍令（military administration and command）體系之分野。

## 概要
- 當時德國公法學通說：元首發布軍事命令（軍令）統率軍隊乃指揮權，不需法律授權，也不受國會監督；軍事行政（軍政）屬統治行為、依法行政，接受國會的監督。
- 台灣、過去的日本在普魯士軍制影響下採納統帥權理論，尤其前者落實於法律條文中。
- 國家元首為軍隊統帥行使統帥權，可分名義上（如英國、奧地利等），或實質上（如美國、俄国、法國、大韩民国、中華民國等）。
- 像中國、朝鮮、越南，前蘇聯及東歐等採集體領導的共產國家，並無國家元首為軍隊統帥的概念。不過這些國家大多參考軍事委員會或國防委員會的方式，以党首（總書記、第一書記）身分兼任军事委员会領導人（主席、書記）來掌握實質軍隊指揮權。

## 各國

### 美国
美国已经軍隊國家化。美國憲法規定，美国总统为美軍最高统帅。根據戈德华特－尼科尔斯法案，美國總統通過美國國防部長直接指揮各聯合作戰司令部。

### 英國
英国君主為軍隊之統帥，確立後來大多立憲國家元首為軍隊統帥的典範；惟實際指揮權依慣例在內閣手上。

### 德國
德意志皇帝威廉一世時代，皇帝為軍隊統帥，內閣下設總參謀部，授予總參謀長面奏皇帝、彙報的權力，自此皇帝即掌握軍隊指揮、人員、編制等軍令上的實質權力，內閣則負責軍隊裝備、預算等軍政事務，該軍令、軍政二元體制影響日後的日本、中華民國。
威瑪共和時代的聯邦大總統，仍沿襲帝國時代國家元首掌握統帥權。二戰後，德國揚棄傳統的統帥權理論，改為實質的命令和指揮權，軍令、軍政一元化，平時國防部長綜理負責，戰時交由聯邦總理指揮；聯邦總統並無名義上的統帥或指揮權，僅聯邦領域遭受武力攻擊時，得經聯邦議會同意就國際法宣告進入防衛狀態。

### 日本
日本在明治維新時期建立現代軍隊時，深受德意志帝國的影響，天皇為軍隊統帥，下設陸軍參謀本部、海軍軍令部，並准予兩方可直接將軍務上奏天皇的「帷幄上奏」權力，不但獨立於內閣之外，且造成軍令、軍政二元體制下，軍令又二元化以大本營而非參謀部門統籌指揮的獨特情形。曾發生內閣簽訂倫敦海軍條約引起干犯統帥權的重大爭議。
日本二戰投降後，盟軍統治時期的日本政府在駐日盟軍總司令部（GHQ）的指導之下，透過戰後憲法放棄宣戰與建軍權利，因為無軍隊，只有自衛隊，天皇因此失去了軍事統帥權，內閣依行政權能指揮自衛隊，內閣總理大臣（首相）則為自衛隊最高指揮官。

### 韓國
韓國實行三軍聯合體制，韓國總統是韓國軍隊最高統帥，韓國國防部是韓國總統統率下的最高軍事行政機構。韓國國軍和駐韓美軍的战时指挥权等軍事主權歸屬於韓美聯合軍司令部。

### 中華民國
中華民國肇建之初，北洋政府的大總統為陸海軍大元帥，設參謀本部負責軍令事宜，即使政府更迭，仍以大元帥地位持有統帥權。1926年，國民政府設軍事委員會負責軍政，軍令則是國民革命軍總司令部直隸於國府，並由中国國民黨总裁蔣中正出任軍委會主席兼國民革命軍總司令。1928年，蔣中正當選國民政府主席，成為實質掌握統帥權之人，直至1931年寧粵分裂下野。1932年，日本發動一二八事變，蔣中正復出任軍委會委員長兼參謀本部參謀總長。1935年，國民政府授階蔣中正任特級上將，以《特級上將授任條例》明定為中華民國陸、海、空軍最高軍事長官；與他國大元帥之不同，在於他國為榮譽職或全權委任，而特級上將由當時國府集體領導下制定法律授予實質掌握統帥權，則著眼於未來與日本愈演愈烈之衝突。1943年，蔣中正接任國府主席，並修改《中華民國國民政府組織法》，規定主席為海、陸、空軍大元帥。
抗戰勝利後政府行憲，總統依《中華民國憲法》統帥全國陸海空軍，僅僅於1978年制定《國防部參謀本部組織法》，國防部參謀本部置參謀總長一人，在統帥、行政系統分別為總統、國防部部長之幕僚長，總統行使統帥權，直接經由參謀總長指揮軍隊，依循軍政、軍令二元體制。
然而國防體制與權責法制化仍嫌不足，所以在2000年制定《國防法》與修改《國防部組織法》，參考法國第五共和模式，總統決定國家安全有關之國防大政方針，或為因應國防重大緊急情勢，得召開國家安全會議。總統行使統帥權指揮軍隊，直接責成國防部部長，由部長命令參謀總長指揮執行之。另外，廢止不合時宜的《特級上將授任條例》；並於2001年修正《國防部參謀本部組織法》全文為《國防部參謀本部組織條例》，參謀本部依國防部命令指揮軍隊，參謀總長不再是總統之幕僚長，達成軍政、軍令一元化。

### 中華人民共和國
中国共产党中央军事委员会主席为中国人民解放军最高统帅，行使統帥權指揮軍隊。通常由中国共产党中央委员会总书记兼任。
中华人民共和国在1954年召开第一届全国人民代表大会，并颁布第一部《中华人民共和国宪法》。根据《五四宪法》的规定，作为中国国家元首代表的中华人民共和国主席兼任国防委员会主席，统帅全国武装力量。不过中国共产党一直坚持对武装力量的绝对控制，奉行“党指挥枪”的根本原则，中国共产党中央军事委员会才是实际上的最高军事统帅机关，其负责人中共中央军委主席才是最高统帅。1959年刘少奇继任中国国家主席，同时兼任国防委员会主席的职务，成为宪法上的军事统帅，不过当时毛泽东还继续担任中国共产党中央委员会主席和中央军事委员会主席的职务，其最高的政治地位不变，也是实际上的最高统帅，毛泽东本人也终身担任这两个职务直到逝世。
1966年5月16日文化大革命爆发后，担任国家主席的刘少奇被打倒，这个职务长期缺位，直到1975年被修宪废除。按照《七五宪法》和《七八宪法》的规定，中共中央主席统帅全国武装力量，在毛泽东逝世以前，中共中央主席一直是实际的最高统帅。
1982年通过的第四部宪法《八二宪法》恢复中国国家主席的设置，不过没有授予其统帅权，取而代之是设立中华人民共和国中央军事委员会，这个机构与中共中央军委是“一个机构两块牌子”，两个机构的组成人员除了权力交接时期以外都是一样的，国家军委主席被赋予宪法上军事统帅的地位。无论中华人民共和国的宪法体制如何变更，中国共产党对武装力量的绝对控制都没有变，中共中央军委主席一直是实际的最高统帅。
2022年修正的《中国共产党章程》规定“中国共产党坚持对人民解放军和其他人民武装力量的绝对领导，贯彻习近平强军思想”、“中国共产党的中央军事委员会组成人员由中央委员会决定，中央军事委员会实行主席负责制。”中国共产党中央军事委员会主席为全军统帅，統帥全國人民解放军和其他人民武装力量。
中华人民共和国建国以来，国家元首是国家主席，但从来不是三军统帅。在20世纪80年代担任中共中央军委主席的邓小平，并未担任中共中央总书记、国家主席、国务院总理当中任何一个职务，但通过掌握军权成为国家最高领导人。中国这样的情况，与其它社会主义国家相似。
中共十八届一中全会上，国家主席胡锦涛将中共中央总书记、中共中央军委主席两职同时交班给国家副主席习近平，胡锦涛虽然仍是国家主席，但卸任总书记和军权被外界认为是“裸退”。而习近平此时虽是国家副主席，但凭借担任中共中央军委主席获得全军拥护，拥有军队最高指挥权，并同时兼任中共中央总书记，因此成为中华人民共和国最高领导人。

### 引用
1. ↑  .   [2020-04-12]. （原始内容存档于2019-04-25）.
2. ↑  . 新华网. 中华人民共和国中央人民政府. 2012-11-23  [2020-03-06]. （原始内容存档于2020-09-21） （中文（中国大陆））.
3. ↑  . mil.sohu.com.   [2020-07-17]. （原始内容存档于2020-07-25）.